# Стандарт AISI
Стандарты AISI — группа стандартов, разработанных институтом AISI (англ. American Iron and Steel Institute — Американский институт стали и сплавов) для обозначения легированных и нержавеющих сталей. Данная система является наиболее часто применяемой в США и Европе.

## Система обозначений AISI

### Углеродистые и легированные стали
В системе обозначений AISI углеродистые и легированные стали, как правило, обозначаются с помощью четырех цифр. Первые две цифры обозначают номер группы сталей, а две последние — среднее содержание углерода в стали, «в сотых долях процента».
Помимо четырёх цифр, в наименованиях сталей могут встречаться также и буквы. При этом буквы B и L, означающие, что сталь легирована соответственно бором (0,0005—0,03 %) или свинцом (0,15—0,35 %), ставятся между второй и третьей цифрой её обозначения, например: 51B60 или 15L48.
Буквы M и E ставят впереди наименования стали, это означает, что сталь предназначена для производства неответственного сортового проката (буква M) или выплавлена в электропечи (буква E). В конце наименования стали может присутствовать буква H, означающая, что характерным признаком данной стали является прокаливаемость.

### Нержавеющие стали
Обозначения стандартных нержавеющих сталей по AISI включают в себя три цифры и следующие за ними в ряде случаев одну, две или более буквы. Первая цифра обозначения определяет класс стали. Так, обозначения аустенитных нержавеющих сталей начинаются с цифр 2ХХ и 3ХХ, в то время как ферритные и мартенситные стали определяются в классе 4ХХ. При этом последние две цифры, в отличие от углеродистых и легированных сталей, никак не связаны с химическим составом, а просто определяют порядковый номер стали в группе.

### Обозначения в углеродистых сталях
- 10ХХ — Нересульфинированные стали, Mn: менее 1 %
- 11ХХ — Ресульфинированные стали
- 12ХХ — Рефосфорированные и ресульфинированные стали
- 15ХХ — Нересульфинированные стали, Mn: более 1 %

### Обозначения в легированных сталях
- 13ХХ — Mn: 1,75 %
- 40ХХ — Mo: 0,2, 0,25 % или Mo: 0,25 % и S: 0,042 %
- 41ХХ — Cr: 0,5, 0,8 или 0,95 % и Mo: 0,12, 0,20 или 0,30 %
- 43ХХ — Ni: 1,83 %, Cr: 0,50 — 0,80 %, Mo: 0,25 %
- 46ХХ — Ni: 0,85 или 1,83 % и Mo: 0,2 или 0,25 %
- 47ХХ — Ni: 1,05 %, Cr: 0,45 % и Mo: 0,2 или 0,35 %
- 48ХХ — Ni: 3,5 % и Mo: 0,25 %
- 51ХХ — Cr: 0,8, 0,88, 0,93, 0,95 или 1,0 %
- 51ХХХ — Cr: 1,03 %
- 52ХХХ — Cr: 1,45 %
- 61ХХ — Cr: 0,6 или 0,95 % и V: 0,13 % min или 0,15 % min
- 86ХХ — Ni: 0,55 %, Cr: 0,50 % и Mo: 0,20 %
- 87ХХ — Ni: 0,55 %, Cr: 0,50 % и Mo: 0,25 %
- 88XX — Ni: 0,55 %, Cr: 0,50 % и Mo: 0,35 %
- 92XX — Si: 2,0 % или Si: 1,40 % и Cr: 0,70 %
- 50BXX — Cr: 0,28 или 0,50 %
- 51BXX — Cr: 0,80 %
- 81BXX — Ni: 0,30 %, Cr: 0,45 % и Mo: 0,12 %
- 94BXX — Ni: 0,45 %, Cr: 0,40 % и Mo: 0,12 %

Дополнительные буквы и цифры, следующие за цифрами, используемые для обозначения нержавеющих сталей по AISI, означают:
- xxxL — низкое содержание углерода < 0,03 %
- xxxS — нормальное содержание углерода < 0,08 %
- xxxN — добавлен азот
- xxxLN — низкое содержание углерода < 0,03 % + добавлен азот
- xxxF — повышенное содержание серы и фосфора
- xxxSe — добавлен селен
- xxxB — добавлен кремний
- xxxH — расширенный интервал содержания углерода
- xxxCu — добавлена медь

## Примеры
- Сталь 201 В отожженном состоянии при охлаждении на воздухе марки сохраняют аустенитную структуру, высокую прочность, отличную формируемость и свариваемость, а также хорошую коррозионную стойкость. Добавление меди повышает пластичность при волочении, деформации, сокращает время деформационного упрочнения и повышает коррозионную стойкость стали в определенных средах. Химический состав нержавеющей стали AISI 201:

| C    | Mn       | P    | S    | Si   | Cr        | Ni      | N   | Cu  |
| 0.12 | 8.5-10.5 | 0.60 | 0.30 | 0.75 | 14.0-16.5 | 1.0-1.5 | 0.2 | 2.0 |

- Нержавеющая сталь AISI 304 относится к аустенитному классу, содержание углерода в ней < 0,08 %. В то же время в стали 304 L углерода всего <0,03 %, а в стали 304 H углерод определяется интервалом 0,04—0,10 %. Указанная сталь, кроме того, может быть легирована азотом (тогда её наименование будет 304 N) или медью (304 Cu).
- Нержавеющая сталь AISI 316 является модификацией AISI 304 и способна надёжно противостоять коррозии в агрессивных средах, применяется в морском деле, в пищевой, химической, атомной промышленности, а также в медицине.
- В стали 410, относящейся к мартенсит-ферритному классу, содержание углерода <0,15 %, а в стали 410 S — углерода <0,08 %. В стали 430 °F, в отличие от стали 430, повышенное содержание серы и фосфора, а в сталь 430 °F Se добавлен еще и селен.
- Так, сталь 1045 относится к группе 10ХХ качественных конструкционных сталей (несульфинированных с содержанием Mn <1 %) и содержит углерода около 0,45 %.
- Сталь 4032 является легированной (группа 40ХХ), со средним содержанием С — 0,32 % и Mo — 0,2 или 0,25 % (реальное содержание C в стали 4032 — 0,30—0,35 %, Mo — 0,2—0,3 %).
- Сталь 8625 также является легированной (группа 86ХХ) со средним содержанием: С — 0,25 % (реальные значения 0,23—0,28 %), Ni — 0,55 % (0,40—0,70 %), Cr — 0,50 % (0,4—0,6 %), Mo — 0,20 % (0,15—0,25 %).